# Cozumelska lisica
Cozumelska lisica (Urocyon sp.), ime dano lisici koja je nekada (najkasnije od dolaska Maya) živjela na otoku Cozumelu kod obale Yucatana u Meksiku. Nema dokaza da ova životinja još postoji, a o njoj je poznato tek po nalazima sakupljenim prilikom arheoloških iskapanja. Od nje u muzejima ne postoji ni krzno ni cjelovita lubanja. Mjerenja 37 kostiju od najmanje 12 odraslih jedinki pokazuju da je bila patuljasta u odnosu na kopnene rođake, i izolirana od njih od najmanje od 5000 do 13000 godina.
Znanstveno još nije opisana niti je dobila službeni znanstveni naziv, a kalsificira se rodu Urocyon. osim nje na otoku Cozumelu poznate su još tri endemske vrste carnivora: to su Nasua nelsoni, Procyon pygmaeus i Potos flavus.